# 沈韓
沈韓（1482年—？年），字師德，南直隶苏州府常熟縣人，民籍。

## 生平
治《詩經》，行一，由國子生中式丙子科（1516年）順天府鄉試第六十六名舉人，年四十二歲中式嘉靖二年（1523年）癸未科會試第九十三名，第二甲第七十名進士。授曹州知州，以舉職被省里的胥吏构陷，升慶王府長史，待用于家。

## 家族
曾祖沈福。祖父沈达，贈刑部主事。父沈海，知府，進階亞中大夫。嫡母朱氏，封安人；生母周氏。永感下。弟沈范，监生；沈虞，监生。